# Myiochaeta marnepi
Myiochaeta marnepi là một loài ruồi trong họ Tachinidae.